# Писсути, Хуан Хосе
Хуан Хосе Писсути (исп. Juan José Pizzuti; 9 мая 1927, Буэнос-Айрес — 24 января 2020, Буэнос-Айрес) — аргентинский футболист и тренер.

## Биография
Хуан Хосе Писсути родился 9 мая 1927 в квартале Барракас города Буэнос-Айрес. Он начал свои выступления в молодежном составе клуба «Банфилд» в 1941 году. В 1946 году Писсути дебютировал в первой команде клуба в игре против «Росарио Сентраль», в которой «Банфилд» победил 4:2, а Писсути забил один из мячей. Писсути выступал за Банфилд на протяжении 4 лет, в 1949 году став лучшим снайпером чемпионата Аргентины.
В 1951 году Писсути перешёл в «Ривер Плейт», команду, в которой блистали Лабруна и Лоустау. Писсути выходил вместе с ними на поле, но своего уровня игры не показывал, забив лишь 9 мячей. Также у Писсути были проблемы вне футбольного поля, которые лишь способствовали его неуверенной игре в футболке «Ривера». Так и не вписавшись в игру Ривера, Писсути после окончания сезона перешёл в «Расинг». В «Расинге» дела Писсути были ещё безрадостнее, он часто оставался на скамейке запасных, а когда выходил на поле, не показывал высокого класса игры, лишь к 1954 году завоевав место в основе команды. Затем Писсути предложила контракт «Бока Хуниорс».
В 1955 году Писсути перешёл в «Боку» и стал игроком основного состава, но не прижился в команде и уже через год вернулся в «Расинг». Здесь он снова заиграл, помог «Расингу» дважды выиграть аргентинское первенство, а в 1955 году с 22 мячами Писсути стал лучшим, а в 1958 с 15-ю и 1961 с 18-ю вторым снайпером чемпионата. Завершил карьеру Писсути в «Боке», с которой в третий раз выиграл Чемпионат Аргентины.
В 1964 году являлся техническим директором в клубе «Чакарита Хуниорс».
После окончания карьеры футболиста Писсути стал тренером, возглавив в сентябре 1965 году ставший уже родным «Расинг», который был в зоне вылета из аргентинской Примеры. В дебютной своей игре на тренерском мостике клуба «Расинг» Писсути одолел «Ривер Плейт» со счетом 3:1. 1966 год стал одним из самых удачных для «Расинга» в истории клуба, впервые команда завоевала Межконтинентальный Кубок, а до этого победила в Чемпионате и Кубке Либертадорес. Писсути руководил «Расингом» до 1969 года, в конце которого ему предложили пост наставника сборной Аргентины. После отставки в 1972 году Писсути возглавлял «Нуэва Чикаго» и «Индепендьенте Медельин», а также возвращался в «Расинг», но без особого успеха.
С декабря 2016 года занимал должность почётного президента «Расинга».
Умер 24 января 2020 года в возрасте 92 лет.

## Награды

### Как игрок

#### Командные
- Чемпион Аргентины (3): 1958, 1961, 1962
- Чемпион Южной Америки: 1959 (Аргентина)

#### Личные
- Лучший бомбардир чемпионата Аргентины (2): 1949 (26 голов), 1953 (22 гола)

### Как тренер
- Чемпион Аргентины: 1966
- Обладатель Кубка Либертадорес: 1967
- Обладатель Межконтинентального кубка: 1967